# 유우석 (당나라)

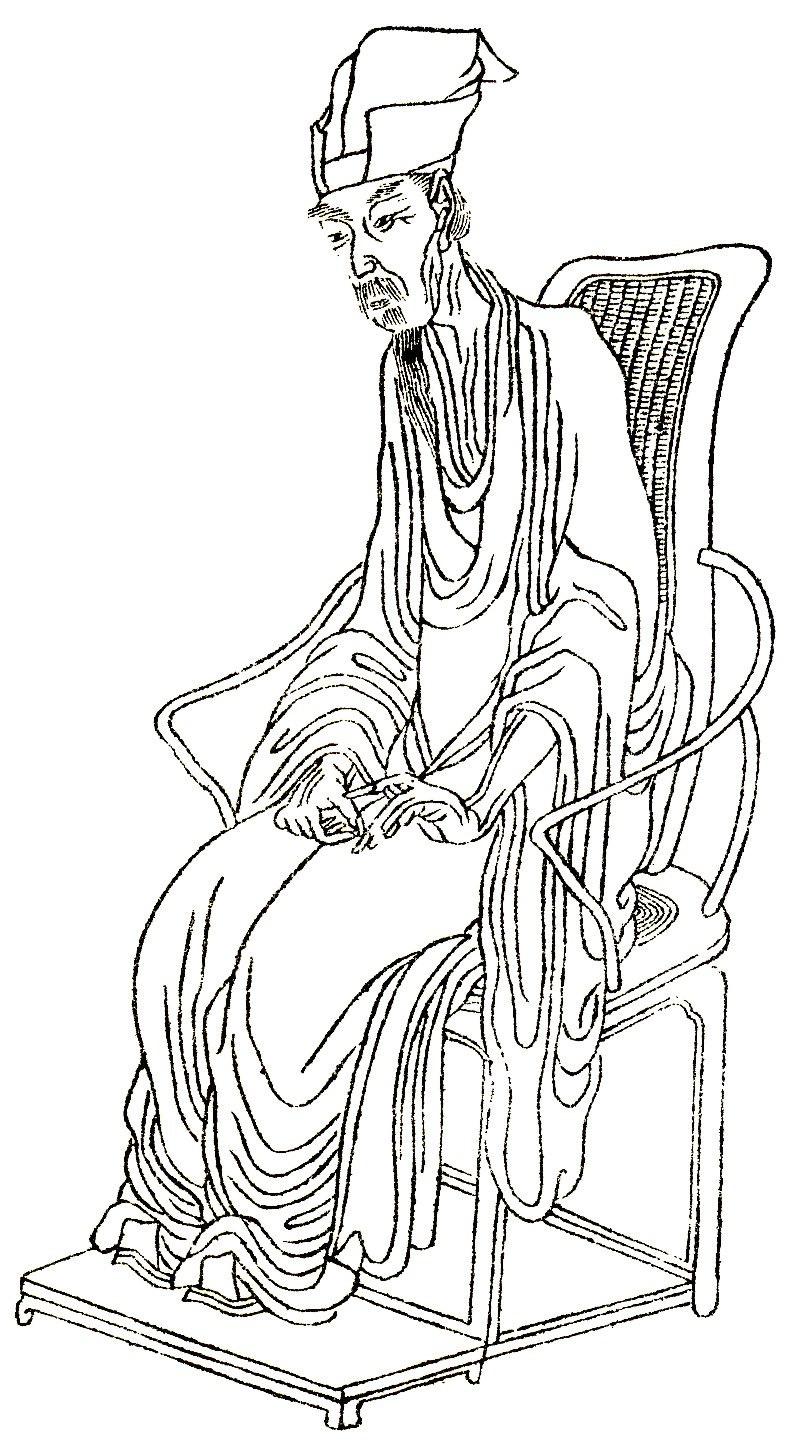
유우석

유우석(劉禹錫, 772~842)은 중국 당나라의 시인이다. 자는 몽득(夢得).
『구당서』에는 유우석이 팽성군 출신이라고 기록되어 있고, 『신당서』에는 그의 조상이 중산군에서 나왔다고 기록되어 있으며, 『원화성찬』에는 유우석이 대대로 길주에 거주하며 장사정왕 유발의 후손인 여릉 유씨에 속한다고 기록되어 있으며, 유우석이 자신이 쓴 『자유자자자전』은 스스로 중산군 출신으로 한경제의 아들인 중산정왕 유승의 후예라고 기록되어 있다.
당 덕종 정원 9년(793년), 유우석은 그해 과거시험에 응시하여 유종원과 함께 진사에 올랐다.
당 순종이 즉위한 지 얼마 되지 않아 중풍병이 심하여 소리를 내지 못하자 환관 구문진, 유광기 등이 서천절도사 위고, 형남절도사 배균 등과 연합하여 궁을 압박하여 당순종이 태자 이순에게 양보하도록 하여 영정내선(永貞內禅)이라 하였다. 이순은 당헌종으로 즉위하였으나 번진과 환관집단의 압력으로 왕숙문의 영정혁신은 실패하였고, 왕숙문은 사사되었고, 유우석은 연주자사로 좌천되었다.
나중에 유우석은 유종원(被宗元) 등과 함께 장안으로 소환되어 남성랑(南省郞)으로 부임하려 하였다. 그러나 유우석은 현도관을 유람하면서 시를 지어 시정을 풍자하여 불만을 샀고, 얼마 지나지 않아 파주자사로 좌천되었다.
원화 14년, 유우석은 모친상을 당하여 낙양으로 돌아갔다.
유우석은 828년에 입조하여 동도상서성주객랑중(東都尙書省主郎郞中)을 지냈으며, 배도의 추천으로 집현전 학사(集賢殿學士)를 겸하였다.대화 3년, 예부랑중으로 관직을 바꾸고 집현전 학사를 겸했다. 836년 가을, 유우석은 병에 걸려 백거이(白易易)·배도(度度)와 시를 지어 화답하였다. 후에 교례부 상서, 비서감 등의 허위를 검사하였다. 만년에는 병이 많아 회창 842년 가을에 71세의 나이로 사망하였다. 임종 전에 《자유자 자서전》이라는 글을 썼다.